# William Irby (1er baron Boston)
Pour les articles homonymes, voir Irby.
William Irby, 1er baron Boston (8 mars 1707 – 30 mars 1775) est un pair britannique et membre du Parlement.

## Biographie
Il est le fils de Edward Irby, 1er baronnet et hérite du titre de baronnet de son père en 1718. Le 26 août 1746, il épouse Albinia Selwyn et ils ont trois enfants.
Il est page d'honneur du roi George Ier puis du roi George II au cdes premières années de son règne. Il est également écuyer de Frédéric de Galles de 1728 à 1736, vice-chambellan de l'épouse du prince, Augusta de 1736 à 1751 et de son Lord Chambellan de 1751 à 1772.
Irby est député de Launceston de 1735 à 1747 et de Bodmin de 1747 à 1761. En 1761, il est élevé à la pairie en tant que baron Boston, de Boston dans le comté de Lincoln, et devient seigneur du manoir de Hedsor en 1764.
Il est décédé en 1775, âgé de 68 ans et est enterré à Whiston, Northamptonshire. Son fils Frederick Irby (2e baron Boston) (en) lui succède.